# Martsa István
Martsa István (Pozsony, 1912. június 23. – Budapest, 1978. február 3.) kétszeres Munkácsy Mihály-díjas magyar szobrász- és éremművész, érdemes művész.

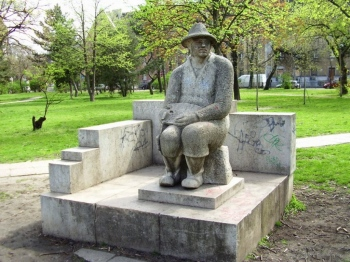
Martsa István Nagy Balogh János emlékműve, Budapest, a kispesti Templom téren (1975)

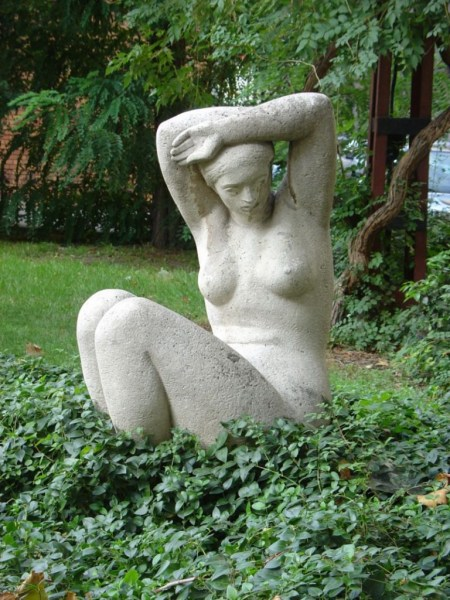
Martsa István Ülő nő című szobra Budapesten, a VIII. kerületi József utcában

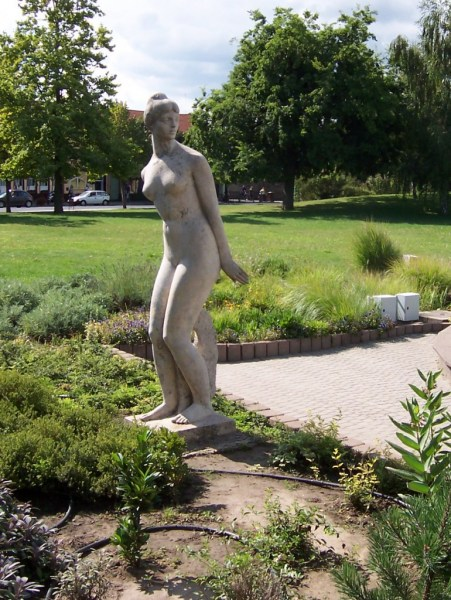
Martsa István Zuhanyozó nő című szobra Siófokon

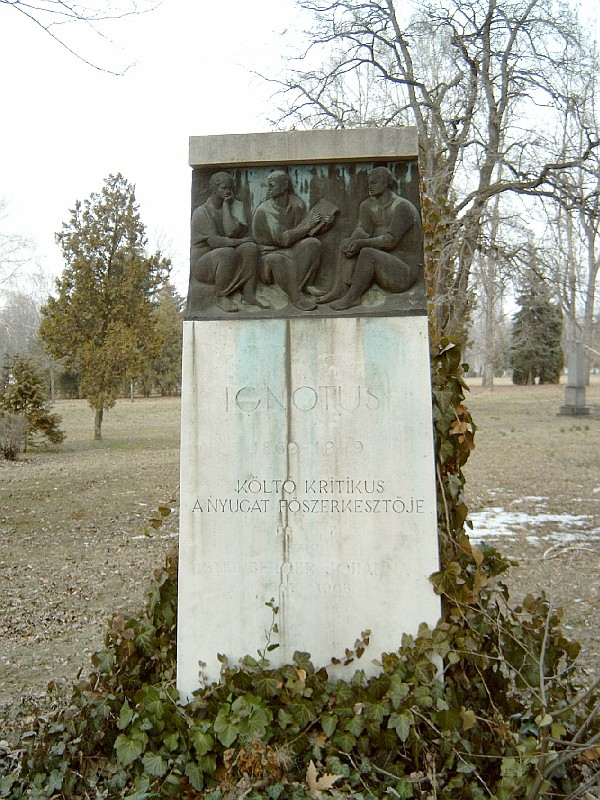
Ignotus, Veigelsberg Hugó sírja Budapesten. Kerepesi temető: 24/1-2-72. Martsa István domborműve

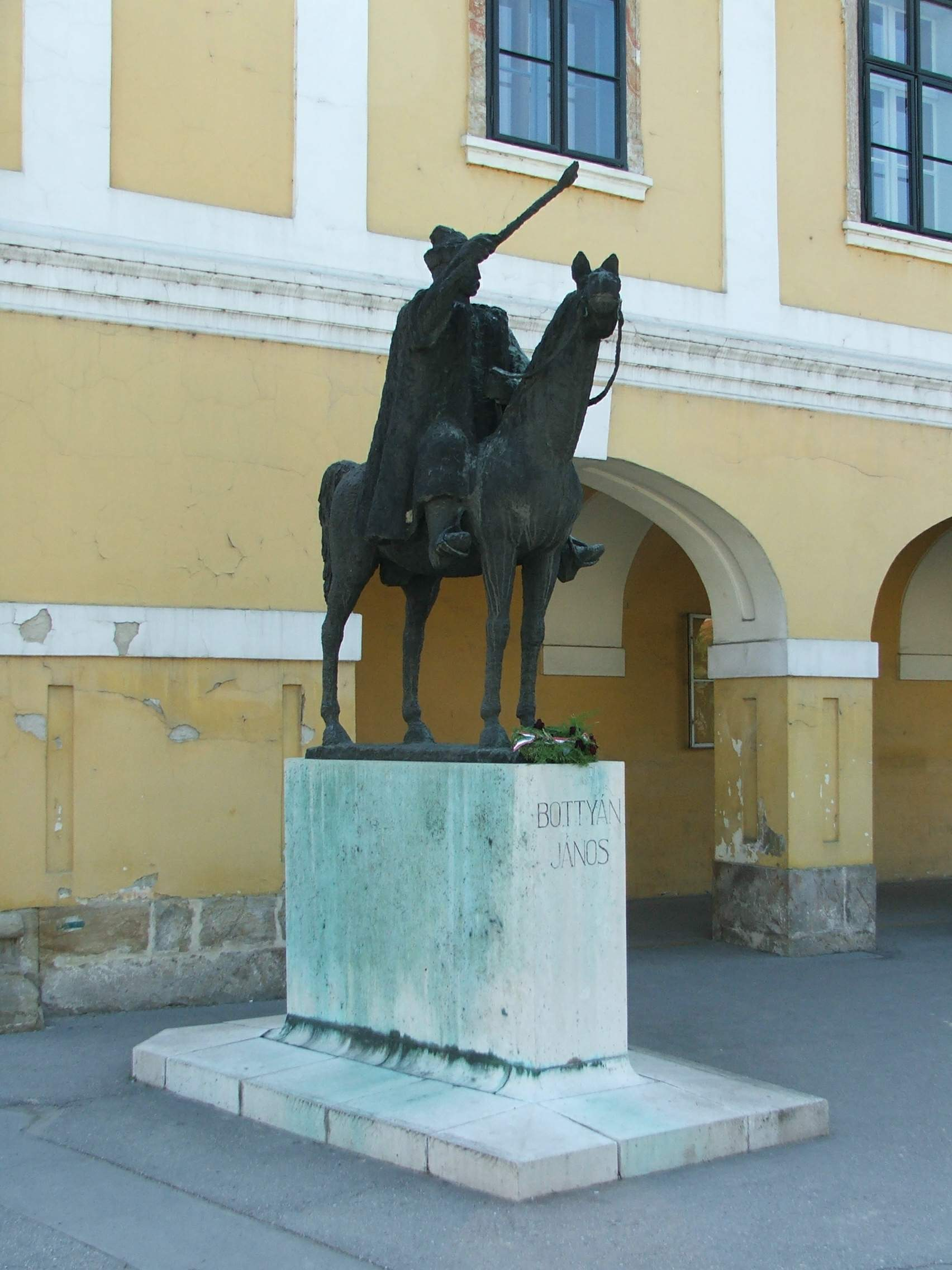
Bottyán János lovasszobra az esztergomi Széchenyi téren

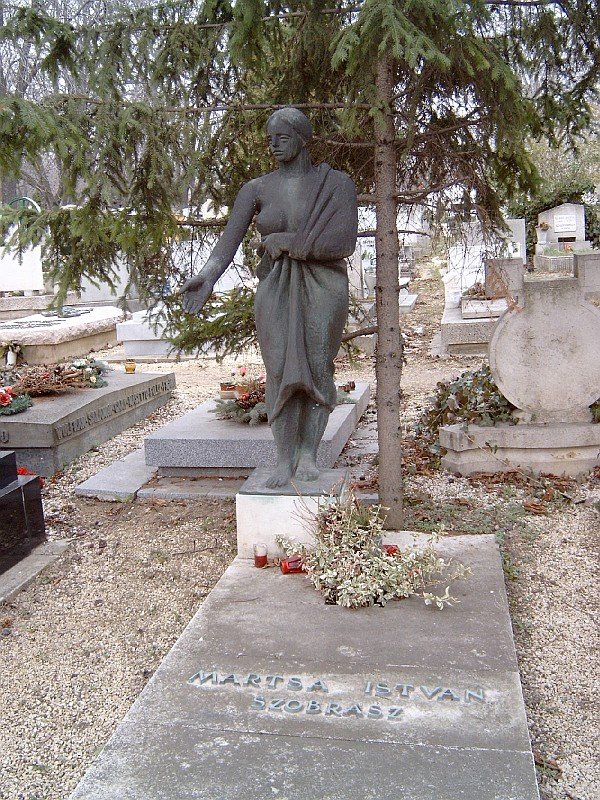
Martsa István sírja Budapesten. Farkasréti temető: 25-1-35. A szobrász saját alkotása

## Pályafutása
Martsa viszonylag későn, 33 éves korában kezdte meg tanulmányait a Képzőművészeti Főiskolán. Eredendően villanyszerelő szakmát tanult 1920-tól, majd segédként az esztergomi Elektromos Műveknél dolgozott, később mozigépész lett. Szabadidejében fafaragással foglalkozott, amelyekre felfigyelt az Ady-szobor és -síremlék kapcsán ismertté vált szobrászművész, Csorba Géza. Csorba egyébként a második világháború idején Martsa Alajos, Martsa István testvérbátyja esztergomi házában bújt meg az üldözések elől, ahol az abban az időben katonai behívóparancsát megtagadó Martsa István is meghúzódott.
A háború után Csorba Géza ösztönzésére a Magyar Képzőművészeti Főiskolára iratkozott, ahol 1945–1950-ig Csorba Géza, Ferenczy Béni és Beck András voltak a mesterei. Főiskolai évei vége felé Ferenczy Béni tanársegédje lett. 1947-ben jelent meg először kiállításokon. Ferenczy Béni 1948-ban megvált főiskolán betöltött tanári állásától, de napi kapcsolatot tartva vele, képzését tovább is szemmel tartotta. Idővel a mester és tanítványa kapcsolat barátsággá alakult. Az 1950-es évek elején közös műteremben dolgoztak, s Ferenczy néhány jelentősebb alkotása Martsa József utcai műtermében készült.
1951-től a budapesti Képző- és Iparművészeti Gimnázium szobrász tanára lett, 1960-ig. Tanítványai közül többen szobrászok, sőt éremművészetben is jeleskedő alkotók lettek, mint például Asszonyi Tamás vagy Egyed Emma. 1964-től az Eötvös Loránd Tudományegyetem művészettörténeti tanszékén a szobrászat oktatója volt. Művészi munkásságát kisplasztikák és kisméretű portrék mintázásával kezdte. Ezt követte érmeinek gazdag sora. Portréi és érméi kitűnő ábrázoló készségről tanúskodnak. Az 1950-es évek közepétől szabadtéri szobrokra is kapott megbízást. Tanulmányúton járt 1956-ban, Olaszországban, 1958-ban Vietnámban, 1969-ben Mongóliában.
Kiemelkedő munkásságának elismeréséül Munkácsy-díjjal jutalmazták (1957, 1966), 1970-ben Érdemes Művész, 1972-ben pedig az akkori művészeknek adható legmagasabb kitüntetések egyikét, a Munka Érdemrend arany fokozatával tüntették ki. Szerény, visszahúzódó személyisége távol maradt az érvényesülés mindennemű formájától. Művészi hitvallását egyedül műveivel kívánta képviselni. Korai halálát szívinfarktus okozta. Felesége Szűcs Ilona festőművész volt; gyerekük Martsa Balázs.

## Társulati tagságai
- A Képzőművészeti Szövetség tagja volt (1951-től több tisztséget viselt)
- A Fiatal Képzőművészek Stúdiója Egyesület egyik alapítója volt 1958-ban
- A Művészeti Alap vezetőségi tagja volt 1972-től haláláig

## Műveiből (válogatás)
Első korszakában, 1948-1952 között erősen kötődött a klasszikus hagyományokhoz. Ekkor elsősorban kisplasztikákat, érmeket, portrékat mintázott kitűnő jellemábrázolással. Kisplasztikáin, érmein, szobrain Ferenczy Béni stílusa, szellemi öröksége érződik. Az 1950-es évek közepétől figyelme a köztéri plasztikák felé fordult, ekkortól kapott rendszeres szobor-megbízásokat, amelyek további művészetének gerincét alkották. A vashegesztéses technikát az elsők között alkalmazta itthon.
Munkássága során 62 érmét, 57 kisplasztikát és 40 szobrot alkotott. Művei megtalálhatók az esztergomi Balassa Bálint Múzeumban, a pécsi Janus Pannonius Múzeumban, és a Magyar Nemzeti Galéria gyűjteményében.
Éremművészetéről
Martsa István éremművészetének kialakulására, fejlődésére nagy hatással volt mestere Ferenczy Béni éremművészeti jártassága, amely ösztönzően hatott rá. Éremművészetének legjelentősebb korszaka 1950-1955 közé esik, amelyet olyan kimagasló alkotások jellemeznek, mint a Leonardo (1952) emlékérem, amely a nagy reneszánsz mester születésének 500-dik évfordulóját hivatott volt köszönteni, vagy a Dante (1953), Van Gogh (1954), Tolsztoj (1954), Berény Róbert (1954) érem-portrék. Az 1960-as évektől vett részt kiírt állami érempályázatokon, amelyekre készített alkotásai közül több hivatalos állami érem került gyártásra, mint például a Bábolnai Állami gazdaság számára készített lovas érme, vagy Dömös város érme (1963), vagy a Miskolci Filmfesztivál érmei (1966)... stb. Éremművészetét élete során számszerűsítve több mint 70 alkotás reprezentálja. Műveivel, gyakorta szerepelt a FIDEM kiállításokon, és a Soproni Érembiennálékon is, a hazai éremművészet két jelentős bemutatkozásán, de művei bekerültek a Szentendrei Éremantológiába is, amely munkákat, mint a magyar éremművészet kimagasló alkotásait kiállítás sorozat keretében mutattak be szerte Európában, Varsó, Nápoly, London, Moszkva és több más városbeli kiállításokon, abban az időben.

### Érmek
- Marx-érem
- Vincent van Gogh-érem
- Berény Róbert-érem

### Köztéri alkotások
- Kossuth Lajos (bronz emléktábla, 1945, 1976-tól az esztergomi Fürdő Szálló homlokzatán)
- Vasút a mezőgazdaságban (mészkő dombormű a székesfehérvári pályaudvar főhomlokzatán, 1953)
- Női akt - Álló nő (1956, Ózd, városi kórház)
- Szerelmespár (1960)
- Emberpár - Szerelmespár (kő, 1961, Budapest, XII. ker., Szanatórium u. 2.)
- Auschwitzi mártír emlékmű (1965)
- Napernyős nő (Balatonalmádi)
- Két dombormű - Gyümölcstermesztők (terrakotta, 1956, Kazincbarcika, Borsodi Vegyi Kombinát F ép.)
- Zuhanyozó nő (kőszobor, 1959, Siófok, vasútállomás parkja)
- Női akt - Ülő nő (kőszobor, 1959, Budapest, VIII. ker., József u. 22., park)
- Gondozónő gyermekkel (kőszobor, 1959-1961, Budapest, VII. ker., Városligeti fasor 39-41., előkert)
- Tisza - Fekvő nő (bronz, 1966-1969, Szolnok, Damjanich János Múzeum)
- Kürtös lány - Zenélő kislány (bronz, 1967, Siklós, gimnázium)
- Braun Éva-portré (bronz, 1968, Budapest I. ker., Szilágyi Erzsébet Gimnázium)
- Kubikos (bronz, 1970, Kalocsa, Ecetgyári híd)
- Talpasok (Vaja, 1975)
- Vak Bottyán lovasszobra (Esztergom, 1970-es évek)
- Bókay János-portré (bronz, 1978-1979, Budapest, VIII. ker., Bókay János Egészségügyi Szakközépiskola)
- Nagy Balogh János emlékszobra (Kispest, 1970-es évek)
- Kőrösi Csoma Sándor-portré (bronz, 1978-1981, Hajdúnánás, gimnázium)
- Ignotus síremléke (bronz dombormű, 1969, Budapest, Kerepesi temető)
- Kazinczy Ferenc (bronz mellszobor, 1972-1973, Abony, szociális otthon)
- Hegedűs lány (bronz, 1976, Sopron, Liszt Ferenc Művelődési Központ)
- Kenyérvivő leány [halott link]

## Díjai
- Magyar Képzőművészeti Főiskola I. díja (1948)
- Munkácsy Mihály-díj (1957, 1966)
- Érdemes művész (1970)
- Munka Érdemrend arany fokozata (1972)
- Szocialista Munkáért érdemérem
- Köztéri szobraiért 1968-ban, 1969-ben és 1970-ben nívódíjat kapott.

## Kiállításai
1952-től 1978-ig rendszeresen szerepelt érmeivel, kisplasztikáival, köztéri szoborterveivel a hazai kollektív kiállításokon, nemzeti tárlatokon. Majd minden jelentős csoportos kiállításon részt vett. 1955-ben részt vett a Nagy Balogh János Képzőművészeti Csoport kollektív kiállításán, 1956-ban feleségével, Szűcs Ilona festőművésszel együtt állított ki. 1973-ban Budapesten és Esztergomban egyéni, gyűjteményes kiállítást rendezett.

### Egyéni kiállítások
- 1955 • Fényes Adolf Terem, Budapest, feleségével, M. Szűcs Ilonával.
- 1958 • Hanoi
- 1973 • Zodiákus Klub, Esztergom
- 1973 • Műcsarnok, Budapest
- 1976 • Nagy Balogh Terem, Budapest
- 1978 • Művelődési Ház, Oroszlány
- 1978 • Csepel Galéria, Budapest, feleségével, M. Szűcs Ilonával.
- 1980 • Magyar Nemzeti Galéria, Budapest (emlékkiállítás)
- 1980 • Vármúzeum, Esztergom
- 1980 • Magyar Szocialista Munkáspárt Pest megyei Bizottsága Kiállítóterem
- 1981 • Városi Művelődési Központ, Hajdúböszörmény
- 1981 • Művelődési Ház, Dömös, feleségével, M. Szűcs Ilonával.
- 1982 • Fényes Adolf Terem, Budapest
- 1982 • Tungsram Klub, Budapest
- 1984 • Hatvani Galéria, Hatvan, feleségével, M. Szűcs Ilonával
- 1986 • Művelődési Ház, Tapolca. Feleségével, M. Szűcs Ilonával.
- 1988 • Magyar Szocialista Munkáspárt, Esztergom, Városi Bizottság Kiállítóterem (Martsa Alajossal).
- 1990 • „Három szólamban”. Művészetek Háza, Szekszárd. (Martsa Alajossal és feleségével, M. Szűcs Ilonával).
- 1997 • ART-X Galéria, Budapest, feleségével, M. Szűcs Ilonával

### Válogatott csoportos kiállítások
- 1947 • Képzőművészeti Főiskola növendékeinek kiállítása, Budapest
- 1949 • Magyar Ifjúsági képzőművészeti (Világifjúsági Találkozó) kiállítás, Fővárosi Képtár, Budapest
- 1950, 1952-1955, 1960, 1962, 1965, 1968 • 1., 3-6., 8-11. Magyar Képzőművészeti kiállítás, Műcsarnok, Budapest
- 1952 • Arcképkiállítás, Ernst Múzeum, Budapest
- 1954 • Magyar Plasztikai és Grafikai kiállítás, Ernst Múzeum, Budapest
- 1955 • „Képzőművészetünk tíz éve”, Műcsarnok, Budapest
- 1955 • I. Miskolci Országos Képzőművészeti kiállítás, Herman Ottó Múzeum, Miskolc
- 1955 • Nagy Balogh János Képzőművészeti Csoport kollektív kiállítása
- 1956 • II. Miskolci Országos Képzőművészeti kiállítás, Herman Ottó Múzeum, Miskolc
- 1956 • Zsennyei művésztelep első kiállítása, Szombathely
- 1957 • „Magyar forradalmi művészet”, Műcsarnok, Budapest
- 1957 • Tavaszi Tárlat, Műcsarnok, Budapest
- 1958 • XXIX. velencei biennále, Velence
- 1958 • Kortárs magyar festészeti, szobrászati és grafikai kiállítás, Antwerpen
- 1960 • Képzőművészetünk a felszabadulás után, Magyar Nemzeti Galéria, Budapest
- 1964 • Szegedi Országos Képzőművészeti kiállítás, Móra Ferenc Múzeum, Szeged
- 1965 • „Magyar Képzőművészek a fasizmus ellen”, Magyar Nemzeti Galéria, Budapest
- 1966 • „Magyar művészet a X. századtól a XX. századig”, Petit Palais, Párizs
- 1967 • I. Országos Kisplasztikai Biennálé, Pécs
- 1968 • Fiatal Művészek Stúdiója 1958-1968, Ernst Múzeum, Budapest
- 1969 • II. Országos Kisplasztikai Biennálé, Pécs
- 1969 • Magyar Művészet 1945-1969, Műcsarnok, Budapest
- 1970 • „Lenin a magyar képzőművészetben”, Balassa Bálint Múzeum, Esztergom
- 1973 • XV. FIDEM Nemzetközi éremkiállítás, Helsinki
- 1973 • Magyar Nemzeti Galéria, Budapest
- 1974 • Magyar éremművészeti kiállítás, Magyar Kultúra Háza, Berlin
- 1975 • „Harminc győzelmes év”. Nemzetközi Képzőművészeti kiállítás, Moszkva
- 1975 • Szabadtéri szoborkiállítás, Salgótarján
- 1978 • Magyar szobrászat, Műcsarnok, Budapest
- 1978 • „Tisztelet a festőnek”. Vincent van Gogh-kiállítás, Építők Műszaki Klubja, Budapest